# Ljungbyggningen
Ljungbyggningen är den tidigare sätesgården vid Ljungs säteri. Den är byggd i rödfärgat timmer och bör ha uppförts efter 1646, då den första mangårdsbyggnaden som lär ha legat nära sockenkyrkan tillsammans med denna förstördes i en brand. På en lantmäterikarta från 1691 var Ljungbyggningen placerad omedelbart väster om kyrkan.
Ljungbyggningen är idag ombyggd invändigt till övernattningsrum och har en rosafärgad, reveterad fasad. Den är placerad vid det så kallade Torget inom Medevi brunnsområde.